# ستوك كانغري
ستوك كانغري (6153 متر) هو جبل يقع في ولاية لداخ،الهند.تقع القمة في متنزه هيميس الوطني.